# Emilio Martínez-Vallejos
Emilio Martínez-Vallejos (Sevilla, c. 1840-Barcelona, 5 de abril de 1911) fue un militar y marinero español.

## Biografía
Miembro de una noble familia, ingresó a la clase de Cadete en el Arma de Infantería del Ejército Español el año 1857, siendo aún menor de edad. Fue elegido galonista por su buena conducta y aplicación; ascendió dos años más tarde a Subteniente y con el destino de Abanderado del primer Batallón del Regimiento de infantería de San Fernando marchó a la guerra de África.

### Guerra de África
Durante esta campaña obtuvo el grado de Teniente por los hechos de armas realizados en enero de 1860; la Cruz de primera clase clase de la Real y Militar Orden de San Fernando por su conducta en la toma del campamento marroquí, asalto de la torre de Gelelí y combate de 23 de marzo protegiendo el paso de los heridos españoles; y finalmente la Medalla de África y el título de Benemérito de la Patria.

### Al servicio de Isabel II
En 1860 ascendió a Teniente, siendo destinado al Provincial de León. Pocos meses después le trasladaron al Batallón de Cazadores de Barcelona, de guarnición en Madrid, en el cual desempeñó los cargos de Instructor de las clases del Cuerpo para el aprendizaje y ensayo de la táctica del Capitán General Marqués del Duero y el de Maestro de Cadetes.
Sirvió después, en el Regimiento de Zamora; en el Batallón de Cazadores de Llerena y en el Regimiento de Asturias, en el que era Maestro de Cadetes cuando ocurrió el movimiento revolucionario del 22 de junio de 1866. Puesto entonces al frente de una Compañía y rodeado de sus Cadetes apagó a pecho descubierto los fuegos de dos cañones que habían emplazado los sublevados en la esquina del cuartel de San Gil para obtener la rendición de los sublevados que en él se habían hecho fuertes, en cuya sangrienta lucha ganó la Corbata de la Real y Militar Orden de San Fernando el Regimiento de Asturias (al que pertenecía Martínez-Vallejos), por haber llegado a coronar las barricadas enemigas perdiendo la mitad de su gente entre muertos y heridos.
Nombrado Vocal del Consejo de Guerra que funcionó en Madrid contra los sublevados que cayeron prisioneros, según uno de sus biógrafos, allí «tuvo ocasión de apreciar bien aquellos luctuosos sucesos y de odiar las revoluciones». Después ganó el grado de Comandante peleando por el trono de Isabel II en la batalla de Alcolea al trente de una Compañía del Batallón de Cazadores de Alba de Tormes.
El Comandante Martínez-Vallejos también tomó parte activa en el desarme de los voluntarios republicanos de Granada. Durante el Sexenio Revolucionario se adhirió al carlismo y colaboró en el periódico católico-monárquico El Oriente de Sevilla con el seudónimo de «Un Militar». Aceptó defender a su correligionario José Suárez de Urbina, quien no solo se negó a jurar por rey a Amadeo de Saboya, sino que vistiendo el uniforme de Alférez de Caballería llegó a arengar a la Artillería para que tampoco jurase en presencia del Capitán General de Andalucía.
Todas estas cosas reunidas le costaron sucesivamente a Martínez-Vallejos el pase a la situación de reemplazo, tres destierros y la vigilancia constante que sobre él ejercieron las autoridades militares.

### Tercera guerra carlista
Emilio fue, en Granada y en Sevilla, alma de la conspiración carlista y brazo ejecutor y asesor del Brigadier de Caballería Antonio de Arjona nombrado comandante general de Andalucía y Extremadura por Don Carlos, así como del comandante general de Sevilla, José López Caracuel, muerto más tarde en brazos de Vallejos.
Dejando voluntariamente el Ejército emigró a Francia y volviendo a España por Zugarramurdi se puso a las órdenes del Brigadier Lizárraga, Comandante general carlista de Guipúzcoa, y combatió en la tercera guerra carlista.
De simple voluntario entró en campaña, tomando parte en las acciones de Peña-Plata, Vergara, Mondragón y Eraul, hasta que acompañando al General Elío en la revista de inspección que hizo a las fuerzas carlistas del Norte, recibió Martínez-Vallejos la confirmación del empleo de Comandante, cuyas insignias hacia ya cinco años que las había llegado a ostentar en el Ejército liberal.
Formando parte del Estado Mayor del General carlista Lizárraga, asistió a la acción de Udave, donde cayó gravemente herido. Don Carlos de Borbón le confirió, conmovido, el empleo de Teniente Coronel, el mando del Batallón 4.º de Guipúzcoa y le dejó en Lecumberri para que le cuidase a su propio médico, el Doctor Federico Ocariz. Fue, más tarde, director de la Academia Militar de Oñate.
Ascendido Martínez-Vallejos a coronel en recompensa de sus trabajos profesionales, se le confirió el mando de la segunda media brigada carlista de Guipúzcoa.
A la disolución en 1875 del batallón titulado Guías del Rey, se ordenó al Coronel Martínez-Vallejos que lo reorganizara sobre la base de constituir como una escuela militar al propio tiempo que guardia de honor de Don Carlos, mandándolo ya hasta el final de la guerra, batiéndose al frente de él en la acción de Oquina y en la batalla de Elgueta. Acabada la contienda, entró en Francia con Don Carlos, que le premió con la faja de General de Brigada y le honró con la Medalla de plata de Carlos VII.
En el exilio el General Martínez-Vallejos fue preceptor del príncipe Don Jaime hasta que entró en el Colegio establecido por la Compañía de Jesús en Vaugirard. Al terminar esta misión, fue nombrado General de División por Don Carlos.

### Compañía Trasatlántica
Después, por mediación del general carlista Carlos Calderón, entró a servir en la Compañía Trasatlántica: navegó sucesivamente y durante 15 años en los magníficos buques de dicha Compañía, desempeñando en ellos el destino de Sobrecargo, haciendo las líneas de Filipinas, Buenos Aires y Cuba. Al estallar la guerra contra Estados Unidos, combatió en su último barco Alfonso XII, armado en guerra, como Contador de Navío honorario, siendo dicho buque acribillado e incendiado por los norteamericanos en el Mariel, donde se hundió en la boca del puerto.
En la última etapa de su vida vivía en Barcelona, desempeñando un importante cargo en la Secretaría de la Compañía Trasatlántica, donde, según su biógrafo, «era muy apreciado y respetado por su honradez, laboriosidad e inteligencia».
Fue presidente de la Juventud carlista de Barcelona y vicepresidente de la Junta Regional durante la época de José Erasmo de Janer, y desde febrero de 1910 en que por fue nombrada una nueva Junta Regional bajo la presidencia del Duque de Solferino. No dejó de trabajar en favor de la causa carlista, tomando parte en muchos actos de propaganda, en los que solía pronunciar discursos que fueron muy aplaudidos. Tenía aficiones literarias y colaboró con varios periódicos carlistas. Fue uno de los comisionados que fueron a Trieste cuando falleció Don Carlos. El periódico carlista La Bandera Regional lo calificó como «una de las figuras más grandes de nuestra Comunión».
Murió víctima de un ataque cardíaco. En su funeral estuvieron representadas todas nuestras entidades y organismos políticos de la Comunión Tradicionalista. Varios socios de la Juventud Tradicionalista llevaron en andas el ataúd hasta la iglesia de los Ángeles, marchando a los lados marinos de la Compañía Trasatlántica con blandones. Presidieron el duelo el Duque de Solferino, Jefe Regional Tradicionalista de Cataluña, y el capitán Aisa, capitán del Isla de Luzón, el capitán Feu y el P. Güell, capellán mayor de la Compañía Trasatlántica.
Tuvo tres hijas llamadas Natalia, Matilde y Blanca-Margarita.